# Hibbertia scopata
Hibbertia scopata är en tvåhjärtbladig växtart som beskrevs av Toelken. Hibbertia scopata ingår i släktet Hibbertia och familjen Dilleniaceae. Inga underarter finns listade i Catalogue of Life.